# Trechus
Genre
Trechus est un genre de coléoptères de la famille des Carabidés.

## Classification
Le genre Trechus est décrit par l'entomologiste suisse Joseph Philippe de Clairville (1742-1830) en 1806,.

### Fossiles
Selon Paleobiology Database en 2023 trente-sept collections de fossiles pour quarante occurrences sont référencées : 
- du Quaternaire trente-deux : une au Canada en Colombie britannique, neuf au Royaume-Uni et vingt-deux aux États-Unis en Pennsylvanie, Washington et Wisconsin ;
- de l'Oligocène deux : une en France et une en Allemagne ;
- de l'Éocène trois : une en Allemagne et deux en Russie[2].

Ceci atteste une présence fossile depuis le Priabonien ou Éocène supérieur depuis 38 Ma avant notre ère.

### Étymologie
Ces coléoptères étant très vifs, Trechus est inspiré du grec τρέχω trechô, « je cours ».

### Synonymes
Selon GBIF en 2023 les synonymes sont au nombre de quatorze :
- Abyssinotus Quéinnec, Ollivier & Reeb, 2021
- Altaiotrechus Iablokoff-Khnzorian, 1971
- Antoinella Jeannel, 1937
- Arabotrechus Mateu, 1990
- Archeotrechus Magrini, Quéinnec & Vigna Taglianti, 2012
- Calotrechus Wollaston, 1854
- Elgonophyes Jeannel, 1954
- Elgonotrechus Jeannel, 1954
- Irinea Mateu & Comas, 2006
- Meruitrechus Jeannel, 1960
- Microtrechus Jeannel, 1927
- Minitrechus Vigna Taglianti & Magrini, 2009
- Parepaphius Jeannel, 1962
- Setitrechus Deuve, 2005[3]

## Répartition
Ils sont principalement répartis en Europe, en Asie et en Amérique du Nord, sous forme d'îles en Asie du Sud-Est, en Australie (principalement dans la zone tempérée méridionale), en Afrique et dans les îles environnantes de ces continents. La plupart des espèces ont des aires de répartition relativement réduites (endémisme) et présentent donc un grand intérêt faunistique et biogéographique. Certaines espèces ne se trouvent que sur un seul sommet de montagne ou sur une île (par exemple T. laevipes sur Monte Generoso ou T. ochreatus sur Zirbitzkogel en Autriche). Environ 80 espèces sont présentes dans les Alpes et bien plus de 200 en Europe,.

## Description
Une caractéristique typique du genre est une couture d'aile qui est pliée sur les élytres.
Ce sont des coléoptères petits, coureurs agiles, discrets et photophobes avec un mode de vie caché. La plupart sont des montagnards préférant le froid, aimant l'humidité (hygrophiles) et incapables de voler. On les trouve dans la litière au sol, aux abords des champs de neige ou des berges des cours d'eau, quelques-uns dans les grottes. Quelques espèces se trouvent dans des grottes et ont des yeux réduits ou absents.

## Sous-genres et espèces
Avec environ 900 espèces, les Trechus sont l'un des genres de coléoptères les plus riches en espèces. Ils sont divisés en huit sous-genres (ou neuf avec le genre nominal), environ 90 % des espèces étant attribuées au sous-genre nominal.

### Sous-genres
- Trechus (Arabotrechus) Mateu, 1990
- Trechus (Atlantotrechus) Lompe, 1999
- Trechus (Elgonophyes) Jeannel, 1954
- Trechus (Elgonotrechus) Jeannel, 1954
- Trechus (Epaphius) Leach, 1819
- Trechus (Meruitrechus) Jeannel, 1960
- Trechus (Microtrechus) Jeannel, 1927
- Trechus (Setitrechus) Deuve, 2005
- Trechus (Trechus) Clairville, 1806

### Espèces fossiles
Selon Paleobiology Database en 2023, le nombre d'espèces fossiles est de cinq :
- Trechus balticus Schmidt and Faille, 2015
- Trechus capito Förster, 1891
- Trechus eoanophthalmus Schmidt et al., 2016
- Trechus exhibitorius Schmidt et al., 2016
- Trechus praeglacialis Lesne, 1920[2]

## Galerie

Quelques espèces vivantes du genre Trechus
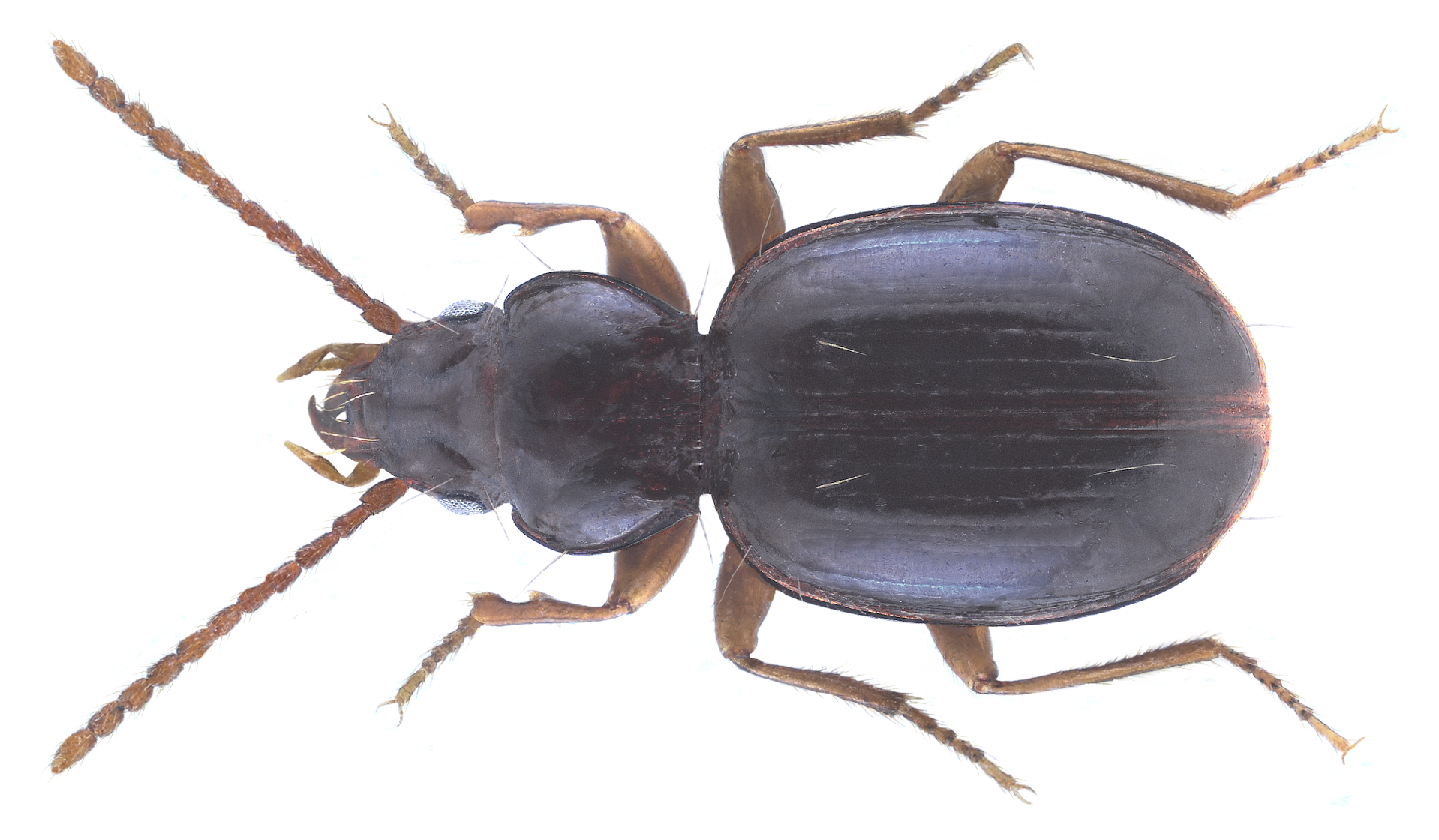
Trechus alpicola.
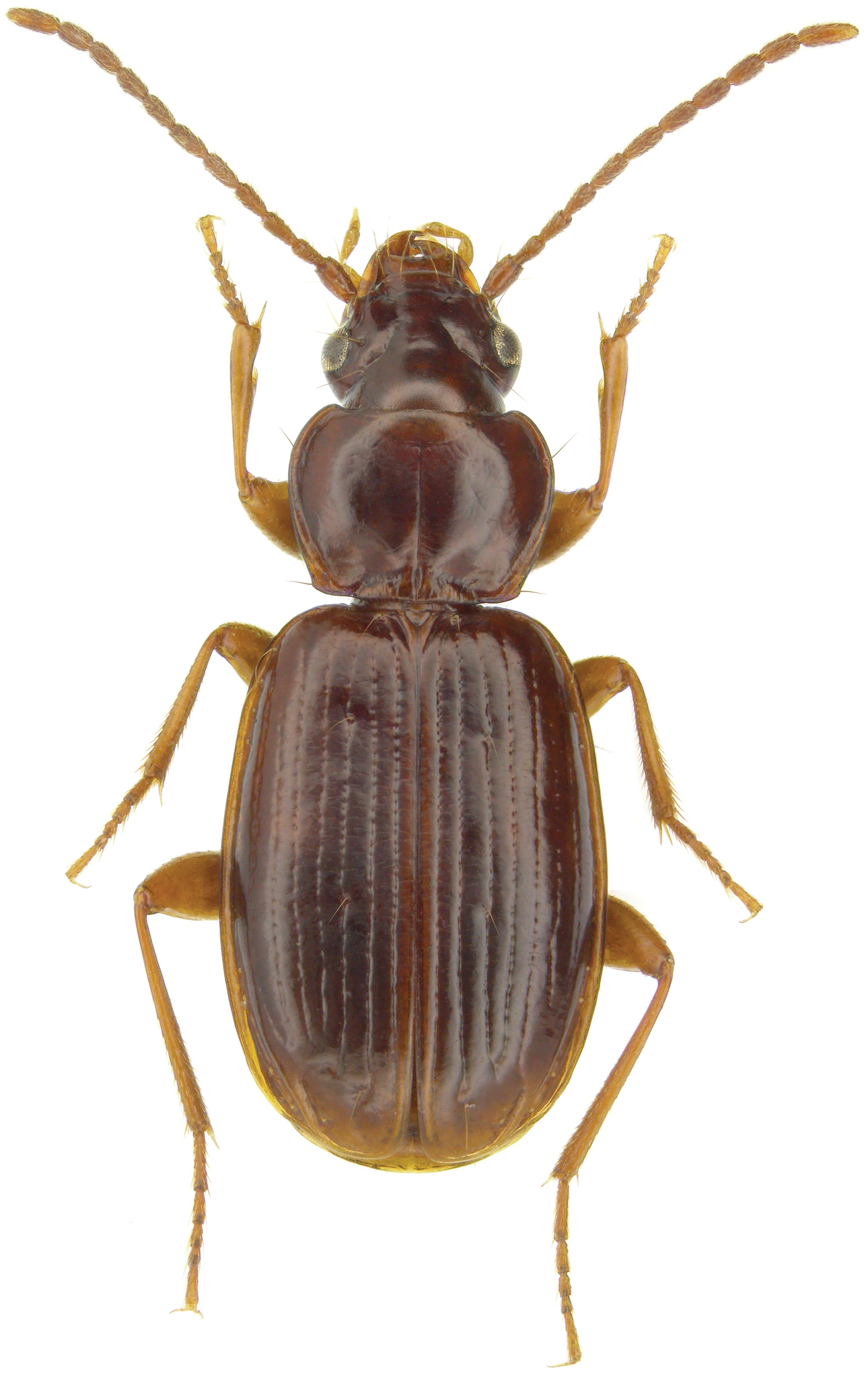
Trechus apicalis.
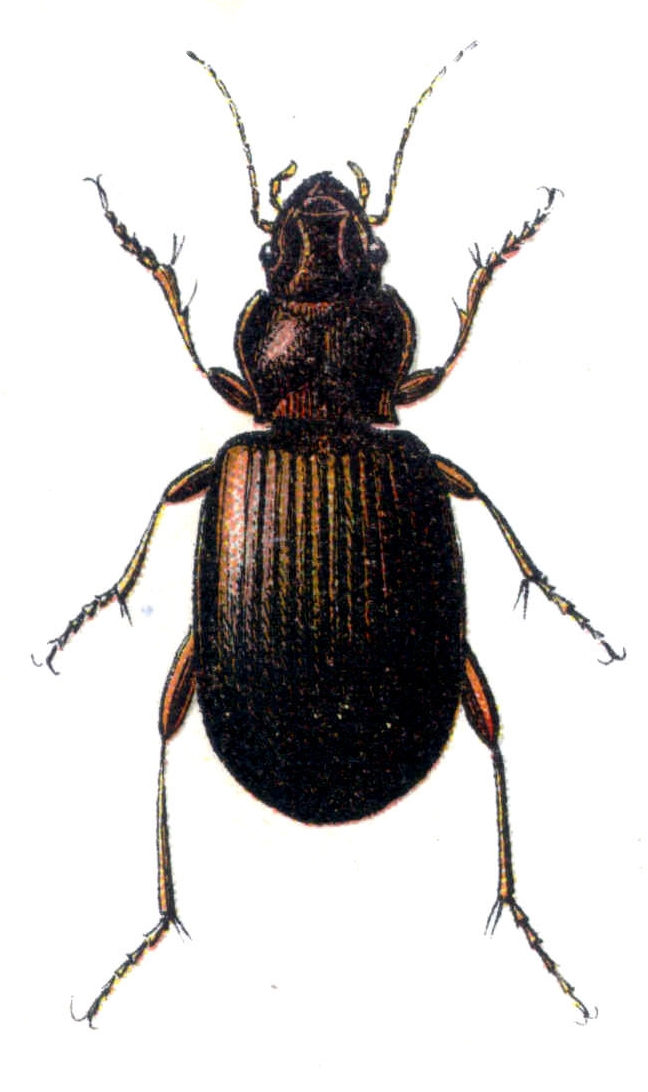
Trechus austriacus.
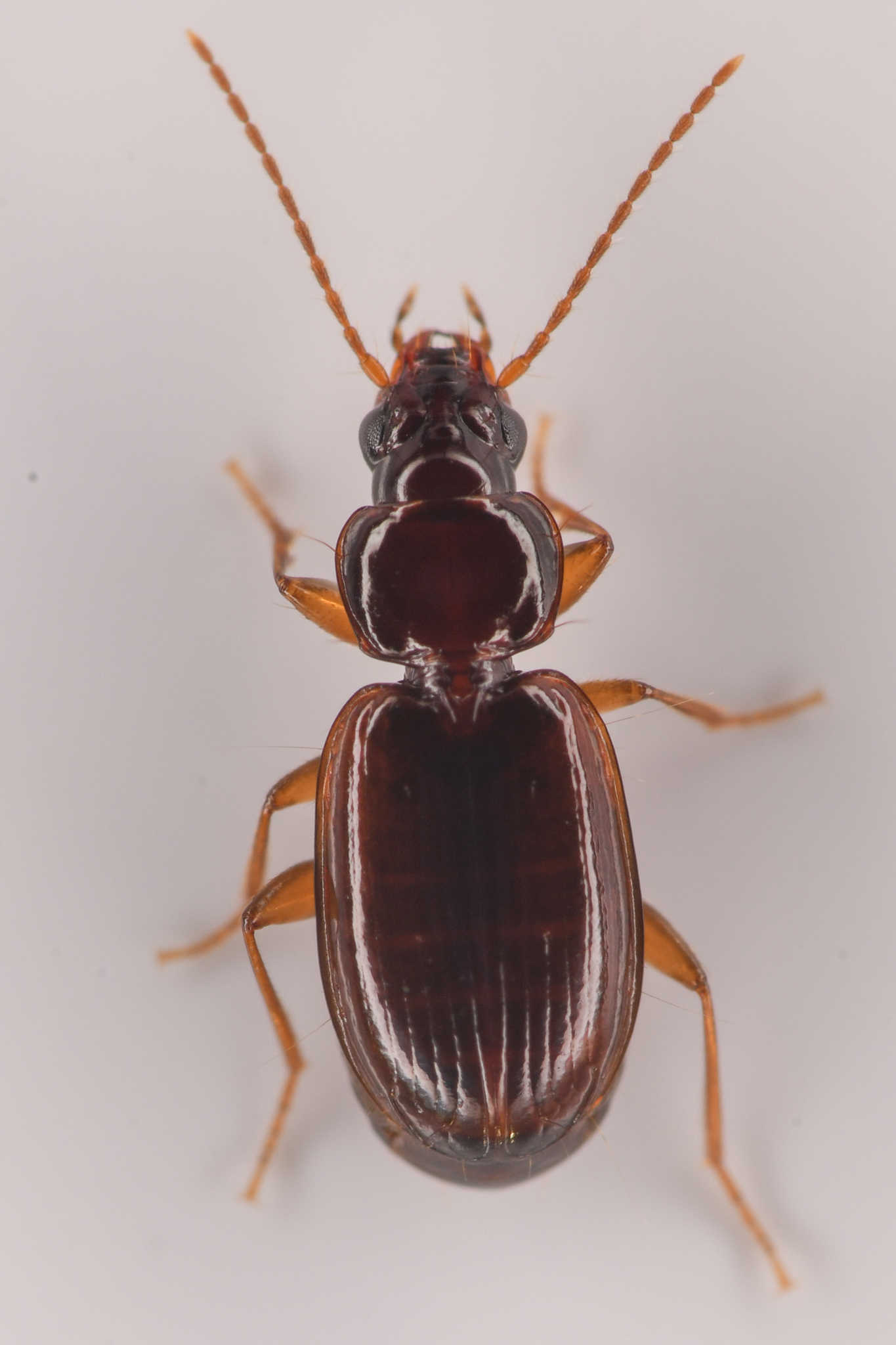
Trechus obtusus.
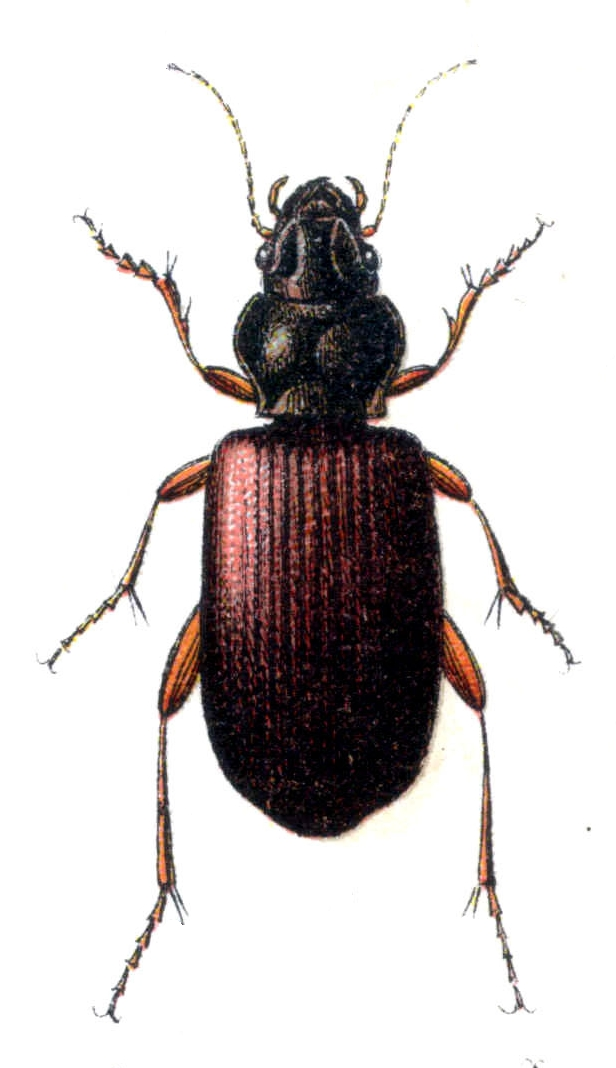
Trechus rubens.
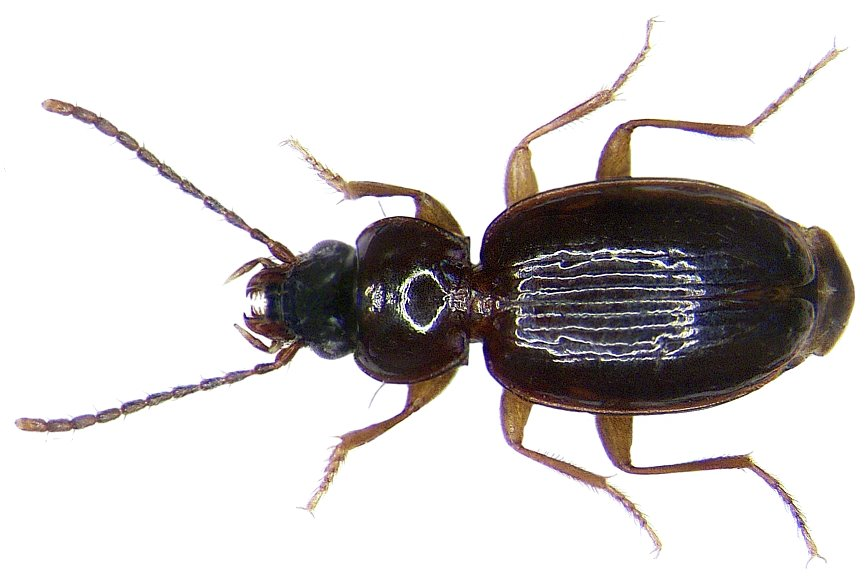
Trechus splendens.

### Publication originale
- [1806] (de) Joseph Philippe de Clairville, Helvetische Entomologie oder Verzeichniss der Schweizerischen Insekten nach einer neuen Methode geordnet., vol. 2, Zürich, Orell, Füssli und Compagnie, 1806, 1-247 p.